# مایکل وایدنیس
مایکل وایدنیس انگلیسی: Michael Widenius (که اغلب Monty خوانده می‌شود، زادهٔ ۳ مارس ۱۹۶۲ در هلسینکی فنلاند) نویسندهٔ اصلی پایگاه داده‌های متن‌باز مای‌اس‌کیوال است و عضو پایه‌گذار شرکت MySQL AB و در حال حاضر مدیر فنی شرکت ماریادی‌بی است.